# Павловка Первая (Черкасская область)
Па́вловка Пе́рвая (укр. Павлівка Перша) — село в Тальновском районе Черкасской области Украины.
Население по переписи 2001 года составляло 676 человек. Почтовый индекс — 20454. Телефонный код — 4731.

## Местный совет
20454, Черкасская обл., Тальновский р-н, с. Павловка Первая, ул. Довжука, 104